# Typhlomyrmex rogenhoferi
Typhlomyrmex rogenhoferi is een mierensoort uit de onderfamilie van de Ectatomminae. De wetenschappelijke naam van de soort is voor het eerst geldig gepubliceerd in 1862 door Mayr.